# Ettore Cozzani
Ettore Cozzani (* 3. Januar 1884 in La Spezia; † 22. Juni 1971 in Mailand) war ein italienischer Schriftsteller und Essayist.
Cozzani erhielt seine Ausbildung zunächst in seiner Heimatstadt und studierte dann an der Universität Pisa. 1911 gründete er die literarische Zeitschrift L’Eroica. Inspiriert von Gabriele D’Annunzio, setzte er sich in diesem Journal für heldische Ideale ein. Er verfasste viele Biographien, ferner Poesie, Essays, Erzählungen und Romane, in denen insbesondere seine heimatliche Landschaft eine dominierende Rolle einnimmt.

## Werke (Auswahl)
- Poemetti notturni, 1920
- Il regno perduto, 1927
- Il poema del mare, Gedicht, 1928
- Leggende della Lunigiana, Erzählung, 1931
- Isabella e altre creature, Erzählung, 1933
- Un uomo, Roman, 1934
- Pascoli, Biographie, 5 Bände, 1937–55
- Leopardi, Biographie, 4 Bände, 1946–48
- Luci nella notte, Roman, 1953